# Camilo Fernando Castrellón Pizano
Camilo Fernando Castrellón Pizano (Bogotà, 22 settembre 1942) è un vescovo cattolico colombiano.

## Biografia
Nel 1963 viene ammesso nell'Estudiantado Filosófico Salesiano e, successivamente, in quello teologico "El Porvenir".
Il 2 dicembre 1972 viene ordinato sacerdote per la Società salesiana di San Giovanni Bosco.
Consegue le licenze in teologia presso la Pontificia Università "Javeriana" di Bogotà (1972), in filosofia presso l'Università "Santo Tomás" di Bogotà (1993) e in psicologia presso la Pontificia Università Salesiana di Roma (1984), dove ha conseguito anche la laurea in scienze dell'educazione (1983).
Dopo l'ordinazione sacerdotale ricopre i seguenti incarichi: vicario parrocchiale di "Agua de Dios"; direttore dell'Opera Bosconiana e della "Ciudadela de los Muchachos" per bambini della strada; delegato nella sua provincia per le vocazioni; consigliere provinciale; delegato provinciale del capitolo generale; parroco del santuario "Niño Jesús" di Bogotà ed ispettore provinciale dei salesiani in Colombia.
Nominato vescovo di Tibú il 23 aprile 2001, riceve l'ordinazione episcopale il 6 giugno dello stesso anno nel santuario "Nostra Signora del Carmelo" a Bogotà per l'imposizione delle mani dell'arcivescovo titolare di Midila e nunzio apostolico in Colombia Beniamino Stella.
Il 2 dicembre 2009 viene nominato vescovo di Barrancabermeja.
Il 29 maggio 2020 papa Francesco ne accoglie la rinuncia per raggiunti limiti d'età.

## Genealogia episcopale
La genealogia episcopale è:
- Cardinale Scipione Rebiba
- Cardinale Giulio Antonio Santori
- Cardinale Girolamo Bernerio, O.P.
- Arcivescovo Galeazzo Sanvitale
- Cardinale Ludovico Ludovisi
- Cardinale Luigi Caetani
- Cardinale Ulderico Carpegna
- Cardinale Paluzzo Paluzzi Altieri degli Albertoni
- Papa Benedetto XIII
- Papa Benedetto XIV
- Papa Clemente XIII
- Cardinale Enrico Benedetto Stuart
- Papa Leone XII
- Cardinale Chiarissimo Falconieri Mellini
- Cardinale Camillo Di Pietro
- Cardinale Mieczysław Halka Ledóchowski
- Cardinale Jan Maurycy Paweł Puzyna de Kosielsko
- Arcivescovo Józef Bilczewski
- Arcivescovo Bolesław Twardowski
- Arcivescovo Eugeniusz Baziak
- Papa Giovanni Paolo II
- Cardinale Beniamino Stella
- Vescovo Camilo Fernando Castrellón Pizano, S.D.B.